# 大麻
大麻（英語：、或）

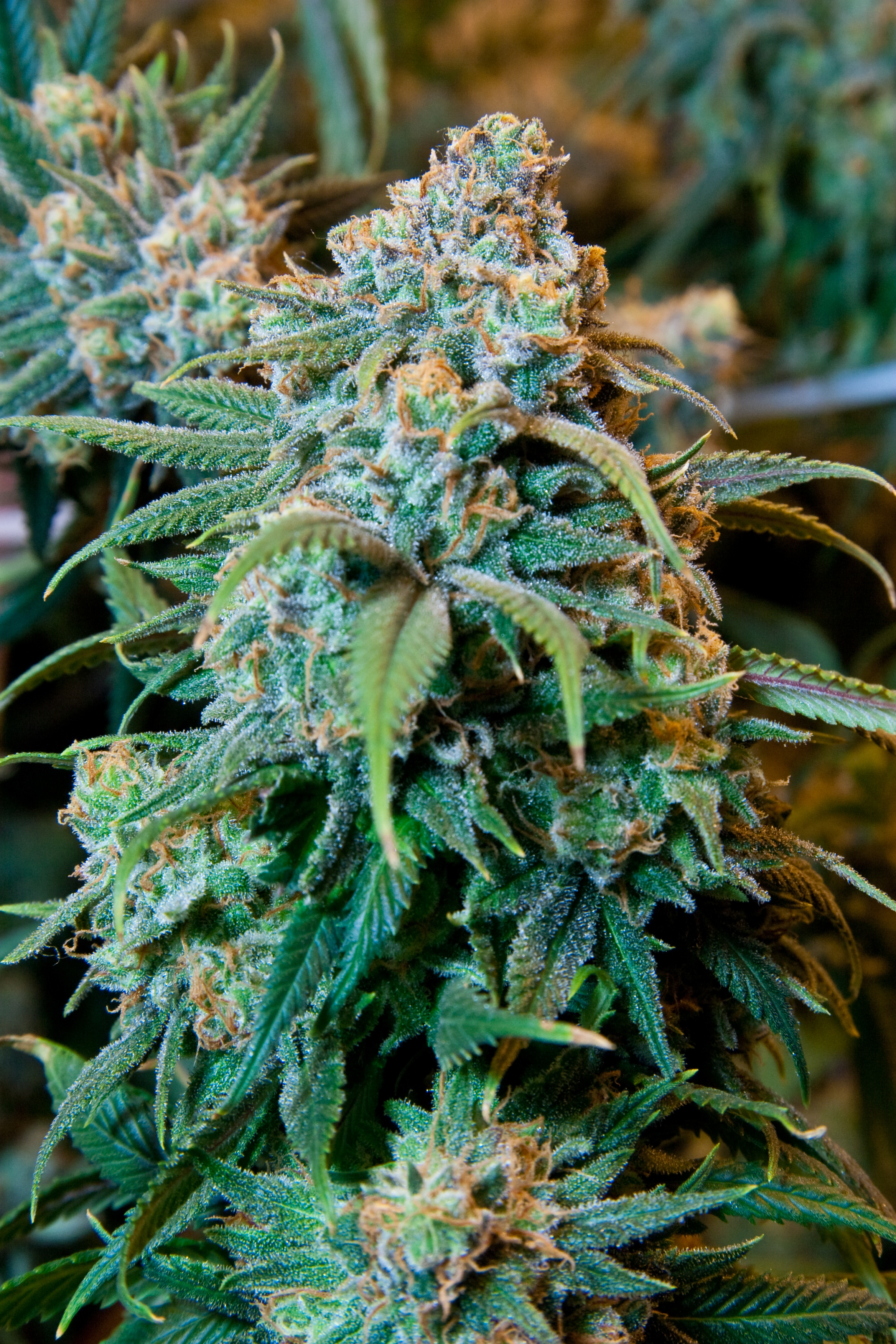
雌性大麻植株的花与毛状体

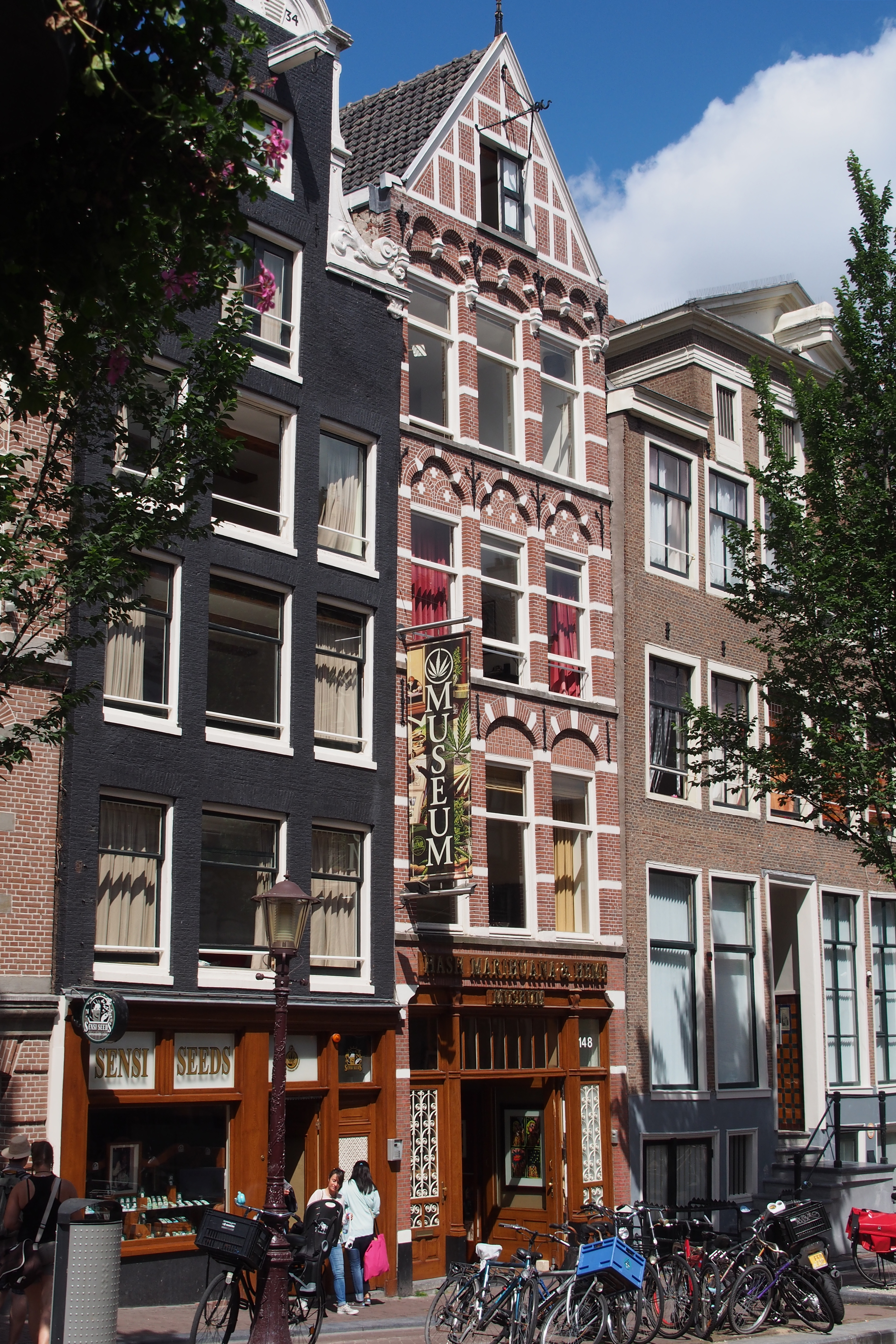
阿姆斯特丹大麻博物館，為遊客提供大麻出售，購買以及其用途的資訊

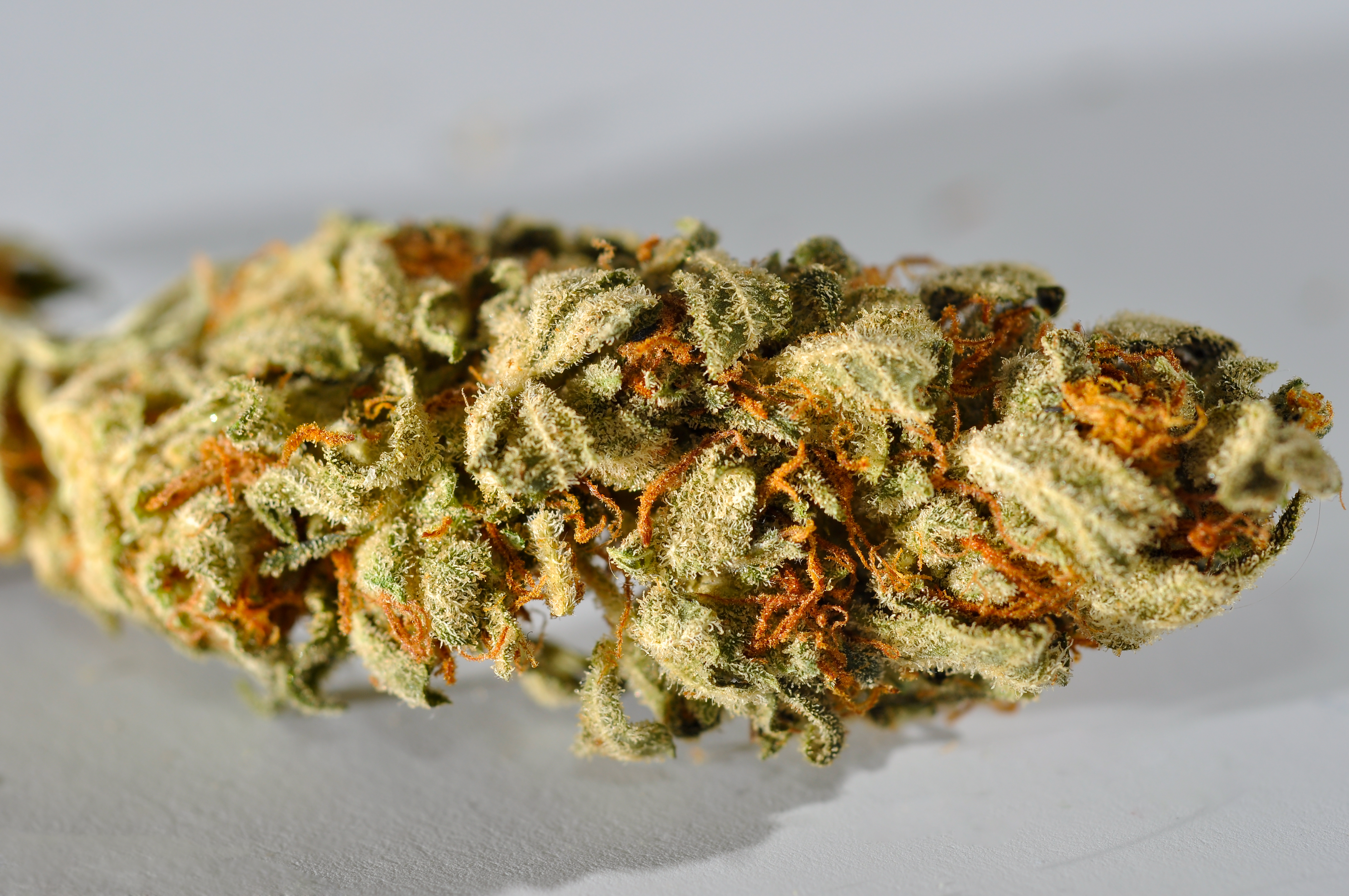
乾製的大麻花，有可見的毛狀體

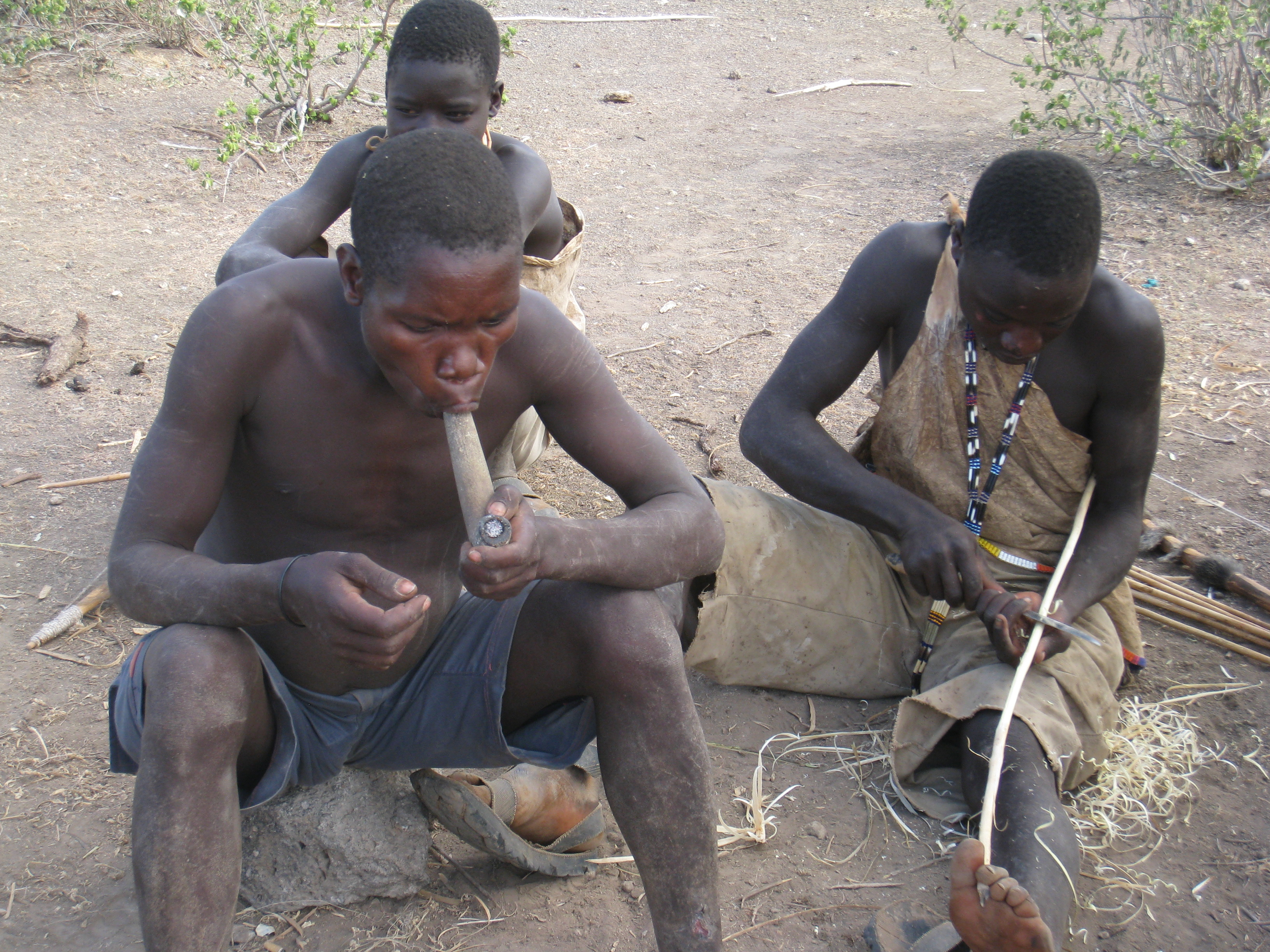
正在使用大麻的非洲哈扎人

，俗名麻仔、老鼠尾，是一种使用大麻属植物制成的藥物，在医疗用途合法化的国家被视为醫療用藥，是使用雌性大麻的花與毛狀體晾晒製成的。主要分為寻常大麻（Cannabis sativa）、印度大麻（Cannabis indica）和结合两者特点的杂交大麻（或称混合大麻）三種栽培品種。其主要作用于精神方面，主要的成份為四氢大麻酚（tetrahydrocannabinol，缩写THC），而大麻亦含有超過423種已知化合物，其中包括至少65种其他大麻素，例如大麻酚（cannabinol，簡稱CBN）、大麻二酚（cannabidiol，簡稱CBD），它們所產生的感官影響與四氫大麻酚所產生的精神影響有明顯的差異。Marijuana一词是指草藥形式製成的大麻，包括成熟的雌株花、葉、莖，而Hashish（哈希什）則是指大麻樹脂，一種濃縮大麻的方式。
使用大麻后通常会产生多种心理和生理上的反应，比如欣快感和兴奋感、感官意识变化、食欲增强。在吸入后数分钟，使用后30至60分钟内起效，效果持续2至6小时。短期副作用可能包括：短期记忆力下降、口腔干燥、运动机能受损、红眼、偏执或焦虑感。长期滥用大麻会导致大麻成瘾，自青少年时期开始长期使用则可能导致心智能力降低，受孕期间长期服用可能导致儿童行为问题。有研究发现使用大麻和患神经疾病风险有较强关联，但其因果关系仍有争议。
人類吸食大麻的歷史可以追溯至公元前三千年。截至2013年，有1.28亿至2.32亿人（占15到65岁全球人口的2.7%至4.9%）使用过大麻。
自20世紀初，世界各国对菸、酒等毒品的司法监管和限制开始加强，陸續推行禁酒令等阻止舉措，大麻禁令也是其中之一，擁有、使用和買賣大麻製品在全球大多数地区为非法活動。大多数国家將含有四氫大麻酚（THC）的大麻視作法定毒品之一，在多數大麻未合法的國家販賣與抽食均屬違法，隨著禁酒令的結束與再合法化煙酒，近年興起的大麻合法化運動也希望比照重新開放，但目前仍有不少國家反對。在华人社会，把大麻视为毒品的观点则更加常见。而医用处方大麻已被臨床應用，在包括比利時、加拿大、捷克共和國、乌拉圭、荷蘭、以色列、美國23個州和泰國已經有可以有條件合法，或是非法但不執行处罚的使用大麻的方式。

## 外觀
高1~3米，莖筆直、呈綠色四角形，且表面有縱向淺溝及灰白色細毛；葉具長柄、對生，為鋸齒緣的深裂掌狀複葉，裂片披針形或線狀披針形，長7-15厘米，中裂片最長，寬 0.5-2厘米，先端漸尖，基部狹楔形，表面深綠，微被糙毛，背面幼時密被灰白色貼狀毛後變無毛，邊緣具向內彎的粗鋸齒，中脈及側脈在表面微下陷，背面隆起；葉柄長 3-15厘米，密被灰白色貼伏毛；托葉線形。大麻一朵花只有雄蕊或雌蕊的單性花，且雌雄異株。
雄花呈圓錐狀、花序頂生25 厘米、淡黃綠色、花被五個、膜質、有細毛、雄蕊5個，花絲極短，花葯長圓形；小花柄長約 2-4 毫米，若用手搓揉則會有薄荷的香味。
雌花則呈短穗狀、綠色、花被 1個緊包子房，略有小毛、子房近球型、外包於苞片、在開花結果之前，花軸上會生長出露珠狀毛體，如果用手指壓則會膠黏成塊，有強烈臭味。
種子則呈長尖形瘦果，有黃褐色苞片包住、長約 4~5mm，未成熟時呈淡棕色、成熟後轉為深棕色，果皮堅脆且表面具細網紋。

## 生長環境
生長在溫帶或熱帶氣候地區，如印度、北非和墨西哥等地。種子在 1～3℃能發芽，適宜溫度為 25～30℃；幼苗能忍耐-3～-5℃低溫，幼苗期適宜生長溫度 10～15℃；快速生長期19～23℃；成熟期 18～20℃。開花期如遇-1～-2℃低溫，花器死亡，不能形成種子。需強光短日照，晚熟品種對光照反應更為敏感、肥沃土壤。

## 生長習性
一年生草本植物，花期5-6月，果期為7月。

## 病蟲害
蟲害：蚜蟲、寬螨和赤螨、毛蟲和尺蠖、蟋蟀、蚱蜢、葉蟬、潛葉蟲、蜘蛛螨、薊馬
病害：葉黃病或黃斑病、菸草花葉病毒
1.葉蟬：被吸食的部位會出現一些黃白色小點，並且不會出現穿孔、空洞的現象。再嚴重就會斑點相連，受害嚴重時整個葉片成蒼白色，常使葉片提早非正常脫落。
2.蚜蟲：多生活於葉子背面，幼蟲啃食葉片。
3.寬螨和赤螨：新葉起泡、枝葉扭曲、植株整體煥發油光、花芽變褐色、植株瘦小營養不良。
4.毛蟲和尺蠖、蟋蟀、蚱蜢、蝸牛：啃食植物。
5.潛葉蟲：葉上會有似水漬淺色長條形紋路，是蟲啃食造成。
6.葉斑病或黃斑病：枝葉上會有不均勻黃或褐色斑點。
7.根腐病：種土裡植株突然停止生長，緩慢死亡；種水裡培養液發黃、棕，發臭黏稠。
8. 蜘蛛螨：像白色粉塵或撒開的油漆，寄生於大麻全身。
9. 薊馬：看似葉綠素缺乏，有不規則分佈不勻發白斑點，近看可見白色小蟲。
10. 菸草花葉病毒：葉子區域性、不對稱發黃。

## 解決辦法
定期檢查葉片、使用化學藥劑、照殺蟲燈、引進其天敵。

## 歷史

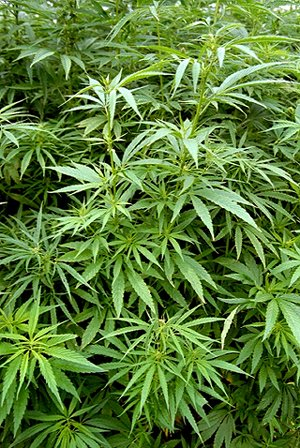
Cannabis sativa

吸食大麻的最早證據可以追溯到新石器時代。在今天的羅馬尼亞境內一個古代墓地發掘出來的宗教用炭爐內有燒焦的大麻種子。
歷史上使用大麻的以古代印度最為著名。大麻在梵文裡稱為ganjika（現代印度語言稱作ganja）。印度教中的毀滅之神濕婆派信徒要崇拜這種植物。古代《吠陀經》裡傳說的神聖致幻藥物soma，有時也和大麻有關（soma一說是其他植物、菌類等）也謳歌「大麻」為至聖之瓊漿玉液，能賜予人類福祉。古代印度人相信大麻具備讓人反應敏銳、延年益壽、協助入眠等功效。
古代世界的斯基泰人和色雷斯人同樣知道大麻。色雷斯人的巫師（kapnobatai，意為雲上行者）通過燃燒大麻的花來達到靈魂出竅狀態。人們猜測源於色雷斯的狄俄倪索斯狂歡儀式中也吸食大麻。
中國大麻始載於《神農本草經》，花名麻蕢，為一年生草本植物及主要用途為製造麻繩。歷代文獻亦有別名的記載，如：《日用本草》稱火麻；《爾雅翼》稱漢麻，俗名黃麻；《詩疏》中雄者為枲麻、杜麻，雌者名苴、苧麻。《本草綱目》李時珍曰：「大麻即今火麻，亦曰黃麻，處處種之。剝麻收子，有雌有雄，雄者為枲，雌者為苴。大科如油麻，葉狹而長，狀如益母草葉，枝七葉或九葉，五六月開細黃花成穗，隨即結實，大如胡荽子，可取油剝其皮作麻，其梗白而有稜，輕虛可為燭心。」據《本草綱目》大麻使用記載，整棵植物的根莖花葉果實皆有可用價值，但臨床醫學上以麻子仁的使用為多。
大麻作為藥材已擁有悠久的歷史，但在 100年前，由美國政府發起的一系列管制行為，讓大麻在短短數十年間，從藥材成為各國禁止的毒品。
20世紀初墨西哥爆發革命，大量墨西哥移民湧入美國，同時把大麻文化引進美國各州。一些新移民的行為造成當地居民的恐懼，認為服用大麻後，會讓人有犯罪可能。
1915 年10月，猶他州議會通過美國歷史上首件大麻禁令，成為第一個禁止大麻的州份。在1931年，已有29個州立法規定禁用大麻。
與此同時，1929年美國正陷入經濟大蕭條，失業潮讓國內白人對墨西哥移民的不滿、歧視再提升一個層次。
當全國陷入反大麻浪潮，1937 年《大麻稅法》通過，要求全國大麻業者都必須登記與繳稅，有登記者每盎司收取美金 1元，未登記者則每盎司收取高達美金 100元，造成大麻價格調漲、難以取得。
1946 年，聯合國成立「麻醉藥品委員會」，代表美國的安斯林格開始呼籲各國起草單一公約，更嚴厲地管制各式毒品。1961年，成員國通過《麻醉品單一公約》國際條約，大麻和鴉片、嗎啡、海洛因、古柯鹼被列為第一級管制藥物。2020年，大麻正式從第一級管制藥物名單中移除。

## 醫學應用

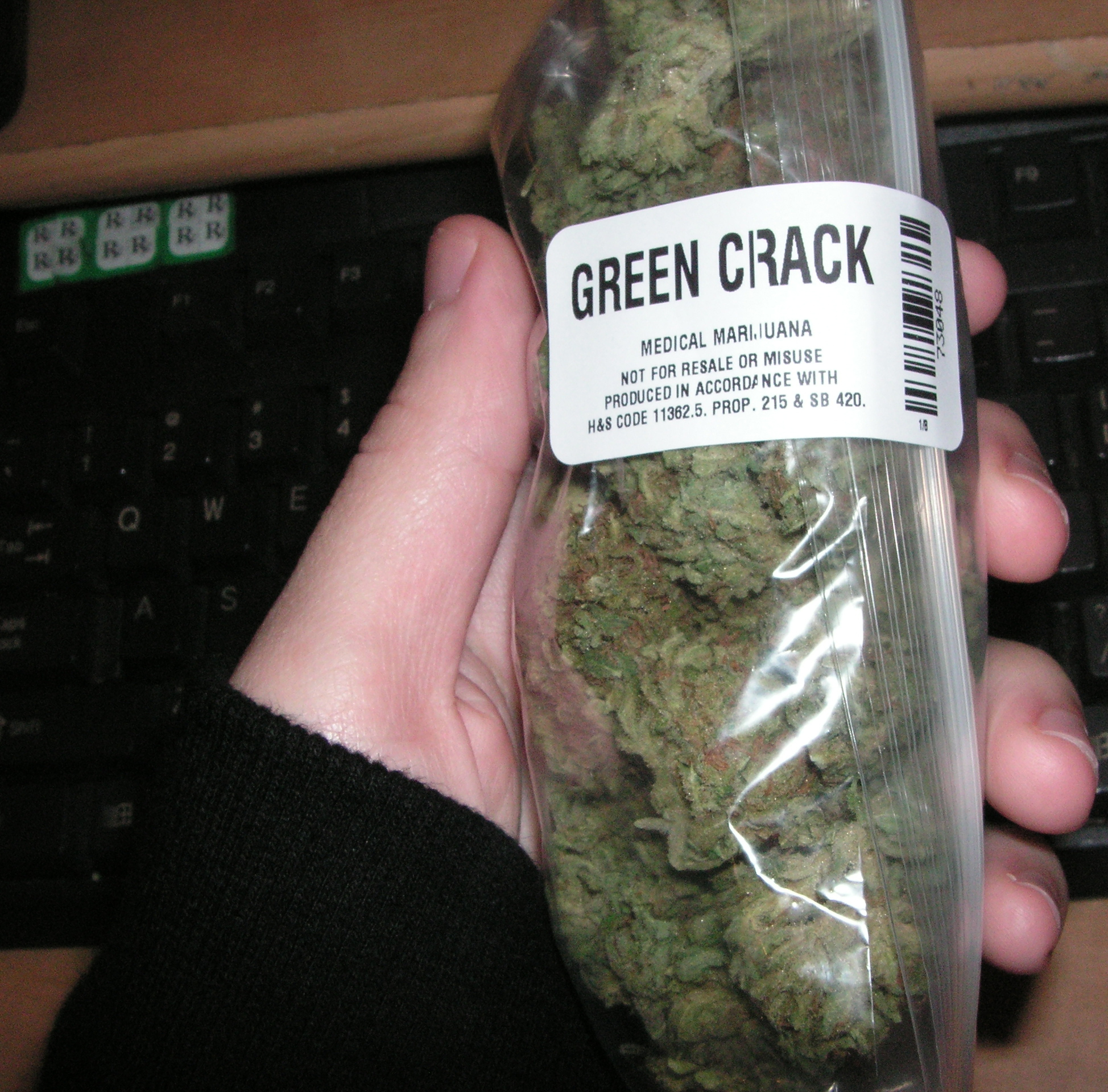
美国加州诊疗所购得的一盎司装药用大麻

用於抗精神病與治療兒童和成人癲癇症，大麻二酚的化學結構

大麻植物的藥用史，可以追溯到幾千年來各種文明歷史中。大麻中四氢大麻酚（Tetrahydrocannabinol, THC)的功能非常复杂，既可以作为止痛药使用，又可以和中枢神经中的大麻受體（Cannabinoid Receptor）相结合，增加多巴胺分泌，让人产生愉悦感（想笑），同时还会增加服用者的食欲。
醫學上大麻常用作促進癌症、愛滋病患者的食慾、減輕疼痛，對慢性疼痛有不錯的效果，大麻也被用於化療和艾滋病人，以減少噁心和嘔吐，治療疼痛和肌肉痙攣、精神分裂症、失眠以及躁鬱症的躁期，亦可用來降低青光眼患者的眼壓，及減輕化療病人的噁心嘔吐的症狀，甚至有些研究顯示大麻不只可以緩和癌症藥物的副作用。
因為THC屬精神活性物質，故大麻有鎮靜、興奮及迷幻效果，可影響人的精神和生理，在醫學上可用作止痛劑，對於癌症末期與愛滋病末期病患來說，大麻除了止痛之外，還有促進食欲的功用。對於精神科疾病與頑固型癲癇，大麻長期以來被認為對多種疾病可能有治療效果，目前世界各國醫學界正在研究中，如中國大陸對大麻二酚的研究進展較快且拿到多項專利。大麻中含有的大麻二酚（簡稱 CBD）製成的藥品可治療癲癇、焦慮、發炎、肌肉疼痛、失眠等，甚至可緩解THC導致的疾病，此外無毒且沒有成癮性，使用後不會造成『嗨』的效果。
中醫中其果實稱為火麻仁”或“大麻仁”入藥，性平，味甘，功能：潤腸，主治大便燥結。花稱“麻勃”，主治惡風，經閉，健忘。果殼和苞片稱“麻蕡”，有毒，治勞傷，破積、散膿，多服令人發狂；葉含麻醉性樹脂可以配製麻醉劑。
吸食大麻時可對人造成精神上和生理上的影響。一個人最少需要每公斤體重10微克劑量的四氫大麻酚（THC）才會有可以感受到的心理影響。除了已知的主觀的認知變化，情緒的變化亦值得注意。最常見的短期身體和神經系統的影響，包括增加心率、降低血壓、短期（回憶近期發生的事情）和工作記憶（日常生活和工作所需的記憶能力）的障礙、運動協調和集中力减退，與菸品不同，而使用大麻後跟喝酒後一樣不能安全駕駛。長期使用大麻的負面影響是否超過菸酒則暫未明確。

### 作用機轉（MOA）
臨床及臨床前研究表明，大麻可適用於治療多種疾病，包括那些相關的急性或慢性疼痛。大麻素受體的發現（CB1受体由473个氨基酸，7个跨膜结构域构成，CB2受体由360个氨基酸，7个跨膜结构域构成，均属于G蛋白偶联受体），其內源性配體，機制合成，運輸和降解這些運行的機制，已成為神經化學研究和新型藥物設計的領域。受體激動劑激活大麻素受體，調節痛覺閾值，抑制促炎症分子的釋放，並顯示與其它系統的協同效應，都影響鎮痛，尤其是內源性的大麻系統。大麻素受體激動劑已經顯示對炎性和神經性疼痛的治療價值，這經常是難以治療地。雖然這些物質的精神作用，研究大麻行為疼痛機制，臨床前研究進展迅速。例如，肥大細胞活化應答的CB1介導的抑制，
CB2介導的位於初級傳入途徑阿片受體的間接刺激，和對無論是運輸或酶降解內源性大麻素抑製劑的發現，以及最近發現的避免中樞神經系統副作用的新治療方法。

### 止痛作用
大麻亦具有止痛的作用。一些獨立但未被肯定的研究亦指出大麻對多發性硬化症患者以至抑鬱症患者有改善的作用，大麻直接或间接也会替代很多昂贵而且副作用可能很多的抗抑郁药品。許多人也藉由假裝精神疾病、而獲得醫療大麻。人工合成的大麻素Dronabinol在美國及德國以及Cesamet在加拿大、墨西哥、美國及英國是合法的處方藥物。THC還有減少動脈阻塞的效用。Nabiximols（美國採用名稱，USAN，商品名Sativex）是一種口服舌下霧化噴劑，內含有比例1：1的CBD和THC。一種用大麻提取物製，2005年在加拿大、英國和西班牙獲准用來以緩解與多發性硬化症相關的疼痛。
在慢性疼痛上，開放醫療大麻後，病患會用來替代鴉片類止痛藥或與鴉片類止痛藥共用，初步研究結果顯示這可以減少鴉片類止痛藥的使用劑量及副作用，可望大幅減少因止痛藥造成的死亡及成癮，鴉片類藥物成癮是美國的重大公衛危機。

### 神經系統的影響
2010年的一項研究發現，含有較高濃度的大麻二酚大麻株，相較於具有類似濃度的四氫大麻酚，但較低的大麻二酚的濃度大麻株，並不會產生短期記憶障礙。研究人員將此記憶衰減效應，歸因大麻二酚作為大麻素受體拮抗劑的作用。在動物經皮給藥，大麻二酚對神經有保護作用。大麻二酚強烈的抗氧化特性，已顯示出在該化合物的神經保護作用和抗心肌缺血的效果。
人體有兩種大麻素受體（Cannabinoid receptors）一型大麻素受體(CB1)和二型大麻素受體(CB2)。CB1分布於中樞和周邊神經系統，CB2則主要表現在免疫系統。 THC會與CB1、CB2連接，CB1、CB2活化後會啟動後續的分子傳遞鏈，釋放出多巴胺（Dopamine） ，使人興奮、愉悅。

### 抗精神病效應
大麻二酚 (Cannabidiol)具有抗精神病效應，並且可以消除四氫大麻酚 (THC)對潛伏精神分裂症的個體的潛在擬精神病效應；一些報告表明它是精神分裂症安全和耐受性良好的替代治療藥物。研究表明大麻二酚可減少精神分裂症症狀，由於其有明顯的能力穩定被破壞或傷殘的大腦中N-甲基-D-天門冬胺酸受體 (NMDA受體)的途徑。這是共享的，有時是去甲腎上腺素和γ-氨基丁酸 (GABA)競爭者。
Leweke等，進行四週雙盲開拓性的臨床對照試驗，比較純化的大麻二酚和非典型抗精神病藥氨磺必利 (Amisulpride)，在42例急性偏執型精神分裂症，改善精神分裂症症狀的效果。2週與4週後兩種治療均顯著減少精神病症狀(簡明精神病評定量表和陽性和陰性症狀量表)。雖然有兩個治療組間差異無統計學意義，但大麻引起的顯著副作用較少（錐體外症候群，增加催乳，體重增加）。
大麻中的活性成分，如四氫大麻酚（THC）和大麻二酚（CBD），在抗精神疾病方面顯示出多種機制。首先，大麻素能調節多種神經傳遞物質的釋放，包括血清素、GABA、乙酰膽鹼、多巴胺等，這些物質在情緒和行為的調節中起重要作用。特別是多巴胺系統的失衡與憂鬱症密切相關。其次，大麻素具有抗發炎作用，能減少神經發炎，這被認為是憂鬱症的重要病理機制之一。此外，大麻素還能調節壓力反應，影響皮質類固醇釋素（CRH），減少壓力反應，這對憂鬱症的改善有幫助。最後，大麻素的抗氧化作用能促進神經可塑性，保護神經元，進一步改善精神疾病症狀，如阿茲海默症及帕金森氏症。

### 控制癲癇
大麻可以用於控制癲癇，有些難治型癲癇，所有的抗癲癇藥不是沒有療效，就是副作用太強烈；但大麻噴入劑（低THC高CBD品種）不但副作用輕微（因為THC極低，沒有其精神副作用及成癮性）、也確實讓病情得到控制。
如上述，大麻造成的幻覺、精神副作用及成癮性主要是由THC造成的，低THC但仍保留其他藥用物質的大麻品種，是較為優良的藥用大麻品種。但實際上THC在一些疾病上仍有治療效果，也不代表去除THC就可以去除所有的不良副作用。
大麻二酚（cannabidiol）是一种从大麻中提取出来的化合物，具有治疗儿童和成人癫痫症的药效。GW制药公司正在研制一种叫作Epidiolex的新药，其主要活性成分正是大麻二酚，这种化合物不仅能抑制癫痫的发作，还具有其他益处。Epidiolex还含有其他多种大麻类化合物（cannabinoid compound），但不含具致幻作用的四氢大麻酚（tetrahydrocannabinol）。
2014年10月22日，歐洲藥品管理局 (EMA) 授予其試驗藥物Epidiolex（大麻二酚或CBD）用於嬰兒嚴重肌陣攣性癲癇(Severe Myoclonic Epilepsy of Infancy SMEI, Dravet's Syndrome)治療孤兒藥資格，這種疾病是一種罕見、災難性的藥物抵抗型兒童期癲癇。其後還獲得美國食品藥品監督管理局 (FDA) 快速通道審評資格，用於Dravet 綜合徵及蘭諾克斯綜合徵(LGS)被授予孤兒藥資格。GW制药公司宣布了Epidiolex 在一項開放標籤、“擴展使用”研究中用於抵抗型兒童及青少年癲癇治療效果的更新報告。在這項報告中的58名患者中，有12名患者患有Dravet綜合徵。在整個一系列時間點及分析中，這些Dravet 綜合徵患者驚厥發作頻率平均總體下降51%-72%。最常見不良事件是嗜睡和疲勞。
2018年，一個大型跨國的雙盲實驗結果證實了CBD有助於降低Lennox-Gastaut syndrome患者的drop seizures發作頻率。實驗數據顯示drop seizures發作次數減少的百分比中位數分別為20 mg/kg CBD組41.9%、10 mg/kg CBD組37.2%以及安慰劑組17.2%。20-mg組與對照組估計有21.6%差距(95% CI, 6.7-34.8; P=0.005)；10-mg組估計有19.2%差距(95% CI, 7.7-31.2; P=0.002)。實驗結果顯示在前4週CBD對比安慰劑確實有顯著的差異，並且此結果差異持續到整個實驗結束。
同其他一些已获批准的癫痫药物一样，研究人员并不清楚大麻二酚抗痉挛的具体机制，其中涉及了許多內源性的機制，推測可能和拮抗GPR55、 減低 TRPV1離子孔道的敏感度、調控TNFα釋放以及抑制adenosine的再吸收等有關。尽管如此，但大麻二酚确实可以有效治疗癫痫。动物试验和对成人的初步试验显示，大麻二酚能够显著减少一些病患的癫痫发作，而且人体对其耐受性良好。大麻二酚能解救一些病患，但仍對一些病患無效、或副作用過高。
許多反對大麻的人物，仍然會贊成使用大麻二酚來治療癲癇等疾病，例如美國德州就立法允許大麻二酚的使用。
如今美国有一半的州已经批准了医用大麻，患者可以凭医生处方去大麻专賣店里购买。在2018年，美國FDA核准了Epidiolex(CBD)用於Dravet syndrome和Lennox-Gastaut syndrome上。

## 致死劑量
一般認為吸食大麻很難致死。大麻素中的主要精神活性成份四氢大麻酚（THC）的最小致死量是666-1260 mg/kg。按照《默克索引》（Merck Index）第12版的小鼠半數致死量（LD50）推算，體重75公斤的人需要同時吸食53克提纯THC，短时间内吸收所有才可達到這個劑量。口服的話，需要量增加到大約一磅（454克）。只有靜脈注射才可能理論上致死，雖然至今沒有人採用。在2004年，英國有一宗被死因裁判官定為「過量大麻致死」的死亡案例，但該結論還在爭議之中。

## 大麻菸卷
許多人使用大麻是將大麻捲成大麻菸卷，然後使用吸食菸草的方式吸食，即使是醫療性用途、也有很多人使用這個方法。這是快速吸收、但會附帶許多有毒物質、還會毒害旁人的使用方式；許多人強烈建議不該採取這種方法攝取大麻（類似例子是使用嗎啡止痛合法、但吸鴉片非法）。只是流行病學研究顯示，大麻菸使用者若不抽香菸（吸食的大麻煙也不混入菸草等其他毒品），是不會增加任何癌病風險、除了COPD風險會略增，而在其他呼吸系統疾病上，危害則比吸菸低得多；因此令人懷疑，大麻素可以抵銷有毒氣體的致癌性及部分危害。

## 危害爭議
根據對於中樞神經系統的作用方式，毒品可概分為四大類：中樞神經抑制劑（Depressants）、中樞神經興奮劑（Stimulants）、致幻劑（Hallucinogens）與大麻（Cannabis）。但大麻是否應該在法律上被歸為毒品，目前仍有廣泛爭議。
第一類是鎮靜劑（Depressants），即通過抑制中樞神經系統的活性來產生愉悅感。人類使用最廣且合法的鎮靜劑就是酒精，而被列為毒品的鎮靜劑則包括鴉片、嗎啡、海洛因、巴比妥、和氟地西泮等。第二類是興奮劑（Stimulants），即通過刺激中樞神經系統的活性產生愉悅感。人類使用最廣的興奮劑是咖啡因和尼古丁，而被列為毒品的興奮劑則包括可卡因、安非他命和MDMA（搖頭丸）等。前兩類毒品都只是改變人的情緒，第三類毒品則直接作用於更高級的人類活動——思想，這就是致幻劑（Hallucinogens）。顧名思義，致幻劑可以讓人產生幻覺。人類最常用的致幻劑包括麥角酸二乙酰胺（LSD）、仙人球毒鹼（Mescaline）和赛洛西宾（Psilocybin，迷幻蘑菇的有效化学成分）等，後兩種都來自植物，是原始社會的巫師們經常使用的輔助藥劑。
大麻被單獨劃為第四類，原因在於大麻對於中樞神經系統的作用方式非常複雜，對某些功能有興奮作用，對另一些功能又有抑製作用，同時還能致幻，但又沒有很強的成癮性和急性生理毒性，甚至還具有治病的能力，這就相當於同時具備前三類毒品的特性，且缺點卻沒那麼嚴重，這就是為什麼大麻是目前所有毒品當中定位最模糊的一種，很多人雖然贊同禁止在使用大麻後進行駕駛等行為、並嚴格限制吸食地點，但不應該全面禁止、最嚴格的管制也不該比嗎啡嚴格——至少承認大麻有難以取代的醫療用途。
隨著海洛因、冰毒等一級毒品問世，近年來危害更大的合成毒品不斷創新且因為大麻的種植和加工較容易，成為西方國家最普及、最廉價的毒品，有"窮人的毒品"之稱。
在台灣依其成癮性、濫用性及對社會危害性，將毒品分為四級：
第一級 海洛因、嗎啡、鴉片、古柯鹼及其相類製品
第二級 罌粟、古柯、大麻、安非他命、配西汀、潘他唑新及其相類製品
第三級 西可巴比妥、異戊巴比妥、納洛芬及其相類製品
第四級 二丙烯基巴比妥、阿普唑他及其相類製品

### 成癮性

精神病学、化学、药理学、法医学、流行病学以及警察和法律服务的专家对20种流行药物成瘾德尔菲分析。大麻依赖性排名第十一，身体伤害排名第十七，社会危害排名第十

2007年，醫學期刊《刺胳針》（Lancet）報導了一篇關於常見管制藥品其傷害性及成癮性的主觀問卷調查，調查結果是大部分問卷填寫人認為大麻的傷害性及成癮性比菸、酒來得輕。
2018年10月，加拿大娱乐用大麻合法化引起了全世界的关注，有医学人士评论称大麻成瘾无药可医，只能依靠使用者自身的意志力。

### 對中樞神經系統的傷害
與酒精一樣，大麻會影響人的中樞神經系統的運作，也有造成精神疾病的風險，尤其是青少年。
但是尼古丁、酒精等成份，對於中樞神經系統，特別是年輕人的中樞神經系統，同樣有很大傷害；精神疾病診斷與統計手冊（第四版）也描述了咖啡因成癮者的精神紊亂症狀，上述藥物的成癮者佔比極高，比起其他合法毒品與管制性藥品，大麻是否有必要禁止，在醫學界仍存在爭議。
此外，對於神經系統已經損壞者（大多為憂鬱症等精神疾病），各種毒品都曾為治療藥物、也有不少藥物與毒品有相似的結構或機制，低劑量的K他命也被認為有潛力成為治療相關疾病的管制藥物；大麻也被視為有潛力成為治療相關疾病的管制藥物。
酒精在各國的合法使用年齡介於十六至二十一歲，尼古丁大多為十八歲。
許多藥物對於未成年者的影響就比成年人嚴重，酒精的合法使用年齡確實有一定的科學根據，而大麻在這方面的證據更明確（只是較為安全的使用年齡更高）。
但是在禁菸法案沒有嚴格執行的國家，尼古丁的合法使用年齡則為虛設，因為吸菸者對於避免製造二手菸害的自我控制能力通常很差、很多是到了反社會人格的程度，二手菸害的傷害不亞於直接吸菸，也就是說未成年者會被迫吸入尼古丁等有害物質。因此唯有嚴格法律、嚴格處罰、嚴格執行，而且在私領域也嚴格管理，加上社會大眾對製造菸害者的嚴重排擠，確保非吸菸者不會受到菸害，才能讓尼古丁僅傷害吸菸者、而不傷害未成年者。
同理，若要確保大麻不會傷害未成年人，除了嚴格禁止他們在非醫療用途攝取大麻外，嚴格到私領域都能有效管制的禁菸政策也很重要。

### 誘導性毒品（Gateway Drug）的爭議
一個激烈爭論的問題是大麻是否扮演了“誘導性毒品”的角色，即它是否會導致使用更多的其它危險物質。研究發現，第一次使用大麻，其後大多數人使用其他烈度更大的毒品；纽约时报的一篇文章認為菸草和酒精才是真正的入門毒品。
2009年，美國政府進行的調查顯示，美國人之中，有估計超過230萬人使用過大麻，而使用過古柯鹼的人數有61萬，海洛因估計有18萬人。

## 全球大麻合法化現狀

全球大麻合法及非法地區分佈圖
合法
非法但除罪化
非法但不強行執法
非法
不詳

吸食大麻在全球大範圍仍是違法，但在某些國家，如荷蘭、捷克、加拿大以及美國的科羅拉多州和華盛頓州，可以在法律範圍內吸食大麻。吸食大麻是否應該合法化，在許多除上述以外的地區仍然是一個爭議話題。大麻近年來在美國等國家有合法化社會運動。

### 美国

顯示美國大麻法律的地圖：
合法
醫療用合法
醫療用合法，但THC含量受限
任何用途均非法
D　除罪化

美國早在1619年就開始討論做為醫療或娛樂用而銷售大麻的法律。從1906年開始許多州視大麻為毒品加以限制，而徹底的禁止始於1920年代。到了1930年代中期大麻在每個州被視為級別管制的藥物，包括35個州通過國家統一麻醉藥品法。1965年美国政府通过了大麻法案，把吸大麻视为违法行为，任何人只要被发现私藏大麻，第一次至少判两年，第二次判5年，第三次判10年以上有期徒刑。在1970年代，在美國很多地方開始撤銷州法律及其他地方性法規禁止持有或出售大麻，同樣的事情發生在1990年代可因醫療用途而銷售大麻。所有這一切都與聯邦法律衝突，根據1970年的管制藥品管理條例，大麻和海洛因一并列为表列一级毒品，比大麻厉害得多的可卡因居然只被列为二级。其中大麻歸類為具有高潛力成為濫用藥品，沒有醫療用途，沒有醫生指導下使用是不安全的。很多以重新排序大麻表列的努力因为该法都失敗了。就这样，大麻变成了美国的头号毒品，但同时也成为全世界使用最广泛的非法毒品。据2014年皮尤研究中心的一项调查表明，47%的美国人承认自己曾经尝试过大麻。美国总统克林顿和奥巴马都承认自己年轻时曾尝试过大麻，奥巴马还认为吸食大麻不但不健康，而且浪费人们的时间，但是“从对个人的影响这一角度来说”并不比喝酒更危险。
2005年美國聯邦認定大麻為非法藥品，美國聯邦最高法院在岡薩雷斯訴賴希案及美國訴奧克蘭大麻買家合作社案案的判決中，認為聯邦政府有權控制及將大麻定為毒品，藏有大麻產品屬於違反聯邦法律。但目前有23個州允許為了醫療目的擁有和使用大麻，包括華盛頓特區。
2010年11月初，美国加利福尼亚州推动大麻合法化的“第十九号提案”，最终在全民公投中被否决。
2012年11月，美国华盛顿州和科罗拉多州在公民投票中分别以55.3%和54.9%的支持率通过了将娱乐用大麻合法化，在全美开创先例。其内容包括允许21岁以上成年人合法购买娱乐用大麻，也可不经医生建议，持有高达1盎司的大麻。外来游客在两州地界内也同样可以购买和使用。2013年12月，科罗拉多州大麻执法部门派发出348张大麻零售许可证，允許21周歲以上的成年人在擁有出售許可的大麻商店（Colorado Recreational Marijuana Stores）最多購買1盎司大麻，获得许可证的商家可以从2014年1月1日起生产或销售大麻。2014年1月1日起，科罗拉多州与华盛顿州将成为美国首个能合法贩卖娱乐用大麻的州。
科羅拉多州立大學一份研究顯示，2014年通過大麻銷售產生的效益預計將達到6.06億美元；科羅拉多將由原使用醫用大麻的105,000人增長到643,000人。出於公共健康和法律執法機關上的考慮，一個長時間以來廣泛應用而且保持活力的藥物，是否會帶來更多的低齡化用藥者，是否會帶來更多更嚴重的犯罪事件。當然科羅拉多州的大麻合法化，讓“大麻旅遊”再次成為話題。這種旅遊方式，能夠給科羅拉多州帶來較好的旅遊營收，但是對跨國遊客，美國方面還是會採用了一系列措施。
2014年11月4日，繼科羅拉多州與華盛頓州之後，奧勒岡州、阿拉斯加州通過法案，將娛樂用大麻使用合法化。2017年10月，有迹象顯示: 多數共和黨人轉為支持合法化。
首都華盛頓特区政府允許年滿21歲成人個人私下使用；持有兩盎司以下，並無償轉移給其他21歲成人；私人於其居住區種植6株以下，不超過3株成熟；一盎司以下的煙槍、捲菸紙、雪茄包裝器。 非法的行為包含：銷售給其他人；持有超過2盎司；於大麻影響下操作車與船；於公開場合包含在任何街道，人行道，小巷，公園或停車場，以及相關位置的車輛，包含各種公眾可以被邀請而進入的地方，進行吸、食用、飲用持有或帶有大麻的相關產品。
在紐約市公共場合吸食大麻或者持有任何劑量的大麻仍然違法，可能會被逮捕和被控犯罪。在紐約警局新的大麻管理政策下，如果符合條件，在紐約市公共場合吸食大麻或持有大麻達到25克的人，可能只會被傳喚而不是逮捕。
由於聯邦禁止任何量的大麻，因此聯邦警察可以在任何聯邦法律施行的地區，比如國家公園，進行逮捕。 
2018年1月4日，美国司法部长杰夫·塞申斯签署法令，废除奥巴马政府允许部分地区大麻合法化的法案，联邦政府有权进入之前宣布大麻合法化的州进行执法。由于美国的联邦法律和地方法律冲突时，以联邦法律为准，故该法案事实上宣布了在美国全境（包括之前宣布合法化的州）大麻为非法药物，如果沒有正當理由可能會被指控。

### 荷蘭

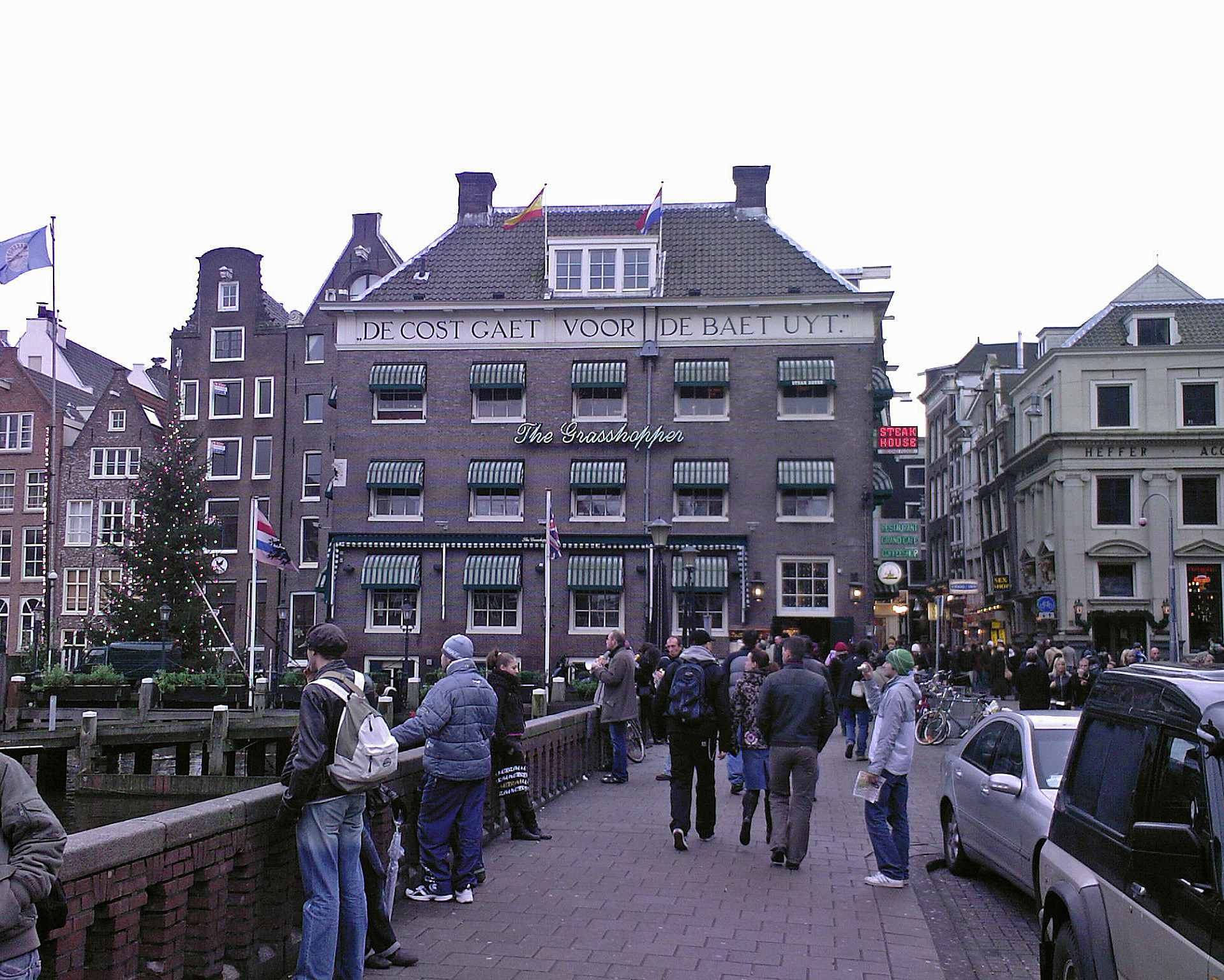
阿姆斯特丹市中心，(蚱蜢)荷蘭大麻咖啡店

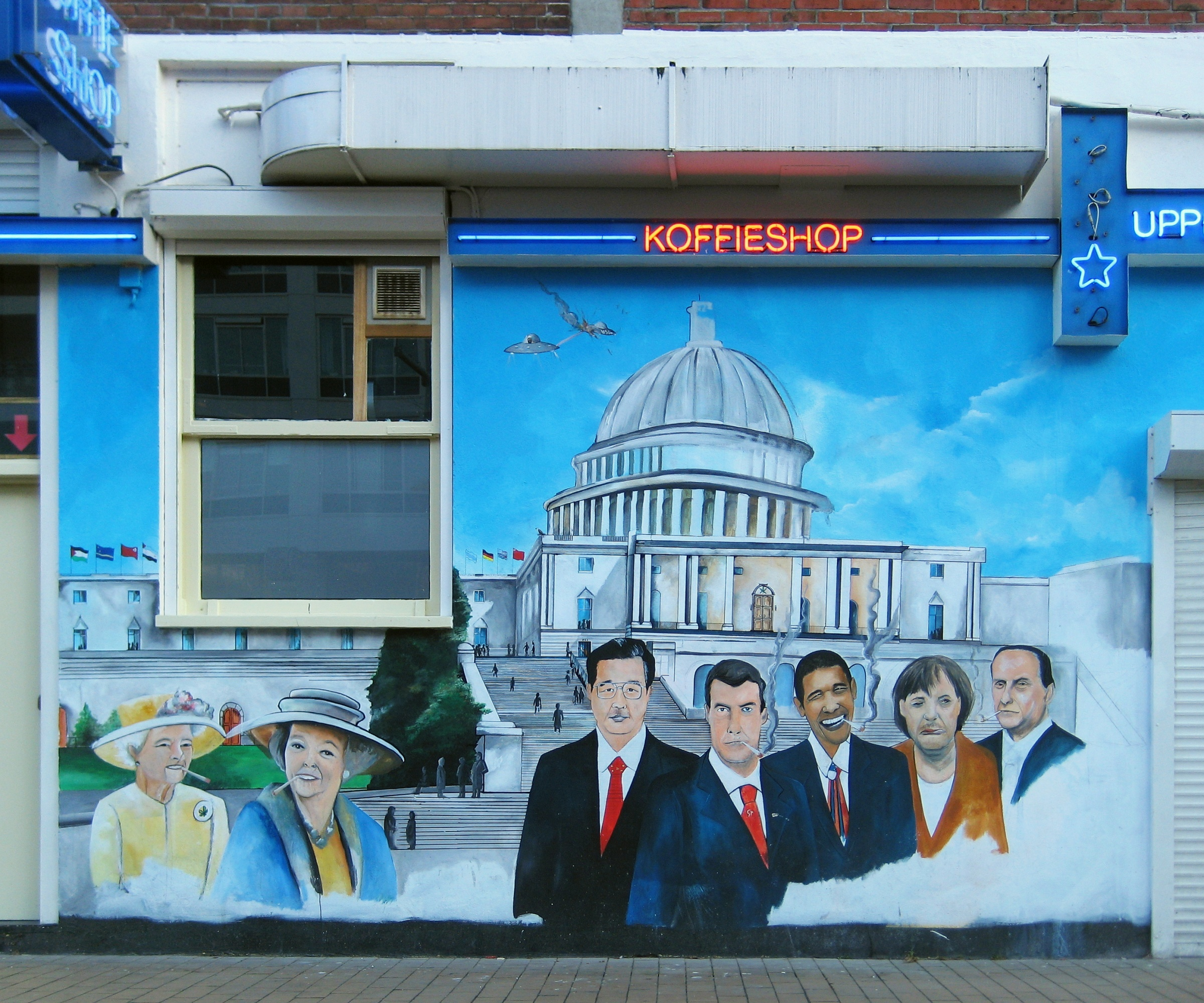
荷蘭格羅寧根市的大麻咖啡店外牆。描繪的是英國女王伊麗莎白二世、荷蘭女王貝婭特麗克絲、胡錦濤、梅德韋傑夫、奧巴馬、默克爾和貝盧斯科尼等各國領導人。

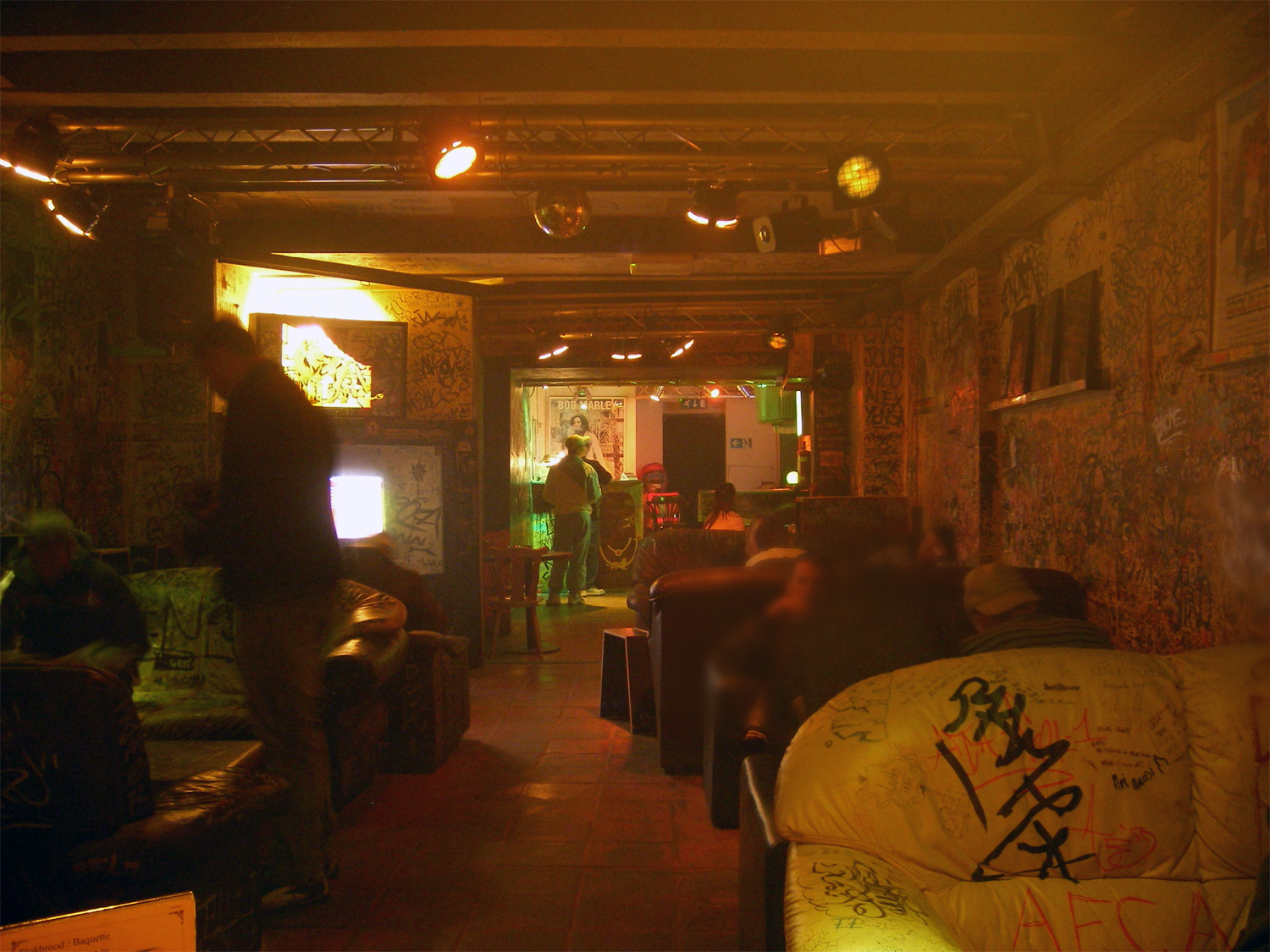
在馬斯特里赫特一間咖啡館內觀

荷蘭的「咖啡館」（荷蘭語：coffeeshop）不是喝咖啡的地方，而是大麻購買處。
根據荷蘭的藥物政策，在“持牌照”的大麻咖啡館以嚴格的標準小批量（5公克）以下銷售大麻產品，雖屬犯罪行為，但不法辦，凡滿18歲的荷蘭公民或居民個人少量持有5公克或是五株，雖屬非法但不會被警方拘捕。私人種植是非法的，但種植小於5株供個人消費，只會被沒收，種植若大於五株會被法辦。大多數這些“咖啡店”還提供飲料和食物。咖啡店不得出售酒精或其他藥物、不得廣告、不得造成滋擾。2013年1月起，只有荷蘭各市鎮級地方居民可以造訪所屬市鎮的咖啡店以及購買。每個荷蘭市鎮有權決定其轄內的是否能有咖啡店，以及額外的行政規則，消費者必須持有身分證或居民許可、以及來自當地市鎮級政府的人口登記，使消費地方化。
目前已有25個都會區，登記進行大麻許可種植的試驗，預計將有8-10個都會區會於2018年首先施行。目的也包含現行僅規範到咖啡館持有與銷售的未完善環節-相關持有非法、但限量下不法辦的咖啡館，能有獲得控制的來源。
由于西方毒品问题严重，随着可卡因、冰毒等一级毒品问世，特别近年来危害更大的合成毒品不断创新，使得大麻不再是最严重的毒品了。因为大麻的种植和加工比较容易，成为西方国家最普及、最廉价的毒品，有「穷人的毒品」之称。
在荷兰，大麻目前是B类（二级）毒品。被警察抓到拥有大麻的话，视情节轻重决定处理方式，轻则受到警察警告，罚款，重则会被起诉判刑入狱。
但是，支持大麻合法化的人强调人类吸食大麻的历史长达千年。这一观点在很多西方青少年中获得支持。特别是娱乐体育界的很多明星人物吸食大麻甚至其它毒品，起到示范作用。
荷兰《卫报》刊登的一篇调查称，超过1500万荷兰人（也就是每3名成年人中就有1人）曾经使用过非法毒品。近年来，被抓到拥有大麻的人受到起诉和被捕的比例只有1/4，比过去大幅降低。原因复杂，包括警方需要重点对付其它严重的犯罪行为，警力和监狱空间有限等等。
一名荷兰青年说，吸点大麻如同喝杯啤酒。这种对大麻的放松态度让青少年群体互相影响，直接导致了使用大麻人数的增长。随之，也产生了“大麻政治”的现象。

### 烏拉圭
2013年12月10日，烏拉圭通過大麻合法化法案，成為全球首個能合法產銷大麻的國家。新法允許每位烏拉圭市民每年在家種植最多6株大麻，集體農場能種植更多株。烏拉圭居民每月能從領有國家執照的藥局購買40公克大麻。政府將制定大麻價格、對販售者抽稅，並發許可證給量產者。經核准的醫療用大麻若要出口，須種植於製藥廠所屬溫室中，並須符合進口國健康單位安全標準。

### 加拿大
2001年，加拿大成為第一個准許癌症等重症末期病患自行種植、吸食自種大麻的國家，在大麻合法與除罪化中也屬於先驅。
2018年6月7日晚間，加拿大聯邦參議院於正式通過了Bill C-45（页面存档备份，存于），即大麻合法化法案（Cannabis Act），是總理賈斯汀·杜魯多承諾的將大麻合法化議程中關鍵一步。
2018年10月17日開始規定年滿18歲的成年人，每人可攜帶最多30公克的大麻，也可以在家中種植最多4株大麻葉，可做為食品或做個人使用。只要是持聯邦政府證許可證的廠商生產的，就可以合法出售和購買。加拿大統計局2017年數據顯示全國大麻吸食人數達490萬，大麻年消費量697噸。加拿大成為繼烏拉圭之後，全球第二個在全國範圍內容許娛樂用大麻合法流通的國家。

### 中华人民共和国
娱乐用大麻和医用大麻在中國均属于違法。拥有大麻油一千克以上，大麻脂二千克以上，大麻叶及大麻烟三十千克以上，就可构成《中华人民共和国刑法》第348条非法持有毒品罪。但屬漢麻品種的植株，如工业大麻云麻一号可合法种植，此类大麻不含或只含有微量四氢大麻酚，是傳統農作文化的一部份。儘管如此，中華人民共和國的藥用大麻種植產業仍然在發展，部分取得專利。并无精神成瘾性的大麻二酚在中国大陆虽不属于毒品，但已列入第二类易制毒化学品管制，市场上公开出售已不再合法。

### 中華民國
中華民國的主管單位目前不打算開放THC的醫療用途，但是主要作為藥用的大麻成分CBD（大麻二酚）在臺灣並非管制藥品，是以藥品處理，因此有需要使用的病患可在申請後合法進口。
醫藥及科學上需用之大麻與其製品，另以《管制藥品管理條例》與《管制藥品管理條例施行細則》之內容為準。
大麻目前是《毒品危害防制條例》第2條的二級毒品。
中華民國司法部釋字第790號解釋，認為栽種大麻罪的法定刑一律處以五年以上有期徒刑，無論犯罪情節輕重，不符罪刑相當原則及比例原則，違憲。
持有第二級毒品者：
1.處2年以下有期徒刑、拘役或新臺幣 20萬元以下罰金。
2.持有第二級毒品純質淨重 20公克以上者，處6月以上 5年以下有期徒刑，得併科新臺幣 70萬元以下罰金。
3.持有二級毒品處2年以下有期徒刑、拘役或新台幣 3萬元以下之罰金；若持有二級毒品純質淨重20 公克以上，處6個月以上 5年以下有期徒刑，得併科新台幣 70萬元以下罰金。
3.為在短期內讓當事人脫離大麻控制，檢察官有權下達勒戒處分，令吸大麻者及吸毒者進入勒戒機構，和坐牢類似會被限制人身自由。若為初犯或上次犯罪已超過 5年，於偵查階段可委任律師撰寫戒癮治療狀，向檢察官求情在外戒癮治療，其與勒戒不同之處為戒癮治療只需定期報到，不會喪失人身自由，而勒戒則須進入勒戒所最長 2個月時間進行戒癮。若已進入法院審理階段，則可委任毒品專業律師向法官爭取緩刑。
4.製造、運輸、販賣第二級毒品者，處無期徒刑或 10年以上有期徒刑，得併科新臺幣 1500萬元以下罰金。
5. 轉讓第2級毒品者，處6月以上5年以下有期徒刑，得併科新臺幣 70萬元以下罰金。
台灣毒物學學會（Toxicology Society of Taiwan）於其網站上發布《大麻使用資訊聲明》，釐清CBD與THC對人體的影響，表達不贊成開放大麻的立場。

## 宗教、靈學應用
大麻有在宗教、靈學的悠久應用歷史。特別是在印度和尼泊爾，幾個世紀以來直至現在為遊蕩的聖人們（sadhu）使用。在使用大麻方面更有名的是牙買加的拉斯塔法里运动（Rastafari movement）。
古代印度吸食大麻，以印度教的濕婆信眾最為崇拜，苦行僧會透過吸食大麻跟神進行溝通，且當時的醫生會用大麻當作藥方來治療瘧疾等疾病。

### 引用
1. ↑  Ethan B Russo. . Routledge. 2013: 28  [2018-04-08]. ISBN 978-1-136-61493-4. （原始内容存档于2021-02-07）.
2. ↑  Newton, David E. . Santa Barbara, Calif.: ABC-CLIO. 2013: 7. ISBN 9781610691499.
3. ↑  Fusar-Poli P; Crippa JA; Bhattacharyya S;  et al. . Archives of General Psychiatry]. January 2009, 66 (1)  [2009-09-26]. ISSN 0003-990X. PMID 19124693. doi:10.1001/archgenpsychiatry.2008.519.[永久]
4. ↑  Matthew J. Atha (Independent Drug Monitoring Unit). .   [2012-01-03]. （原始内容存档于2021-02-07）.
5. 1 2 3 4  . National Institute on Drug Abuse. March 2016  [19 April 2016]. （原始内容存档于2016-04-17）.
6. ↑  . Adai.uw.edu.   [2013-07-12]. （原始内容存档于2016-03-03）.
7. 1 2  Riviello, Ralph J. . Sudbury, Mass.: Jones and Bartlett Publishers. 2010: 41  [2018-04-08]. ISBN 9780763744625. （原始内容存档于2017-03-18）.
8. ↑  . Nlm.nih.gov.   [2013-07-12]. （原始内容存档于2013-07-04）.
9. ↑  Crippa JA, Zuardi AW, Martín-Santos R, Bhattacharyya S, Atakan Z, McGuire P, Fusar-Poli P. . Human Psychopharmacology. October 2009, 24 (7): 515–23. PMID 19693792. doi:10.1002/hup.1048.
10. ↑  Leweke FM, Mueller JK, Lange B, Rohleder C. . Biological Psychiatry. April 2016, 79 (7): 604–12  [2018-04-08]. PMID 26852073. doi:10.1016/j.biopsych.2015.11.018. （原始内容存档于2019-12-13）.
11. ↑  Ksir C, Hart CL. . Current Psychiatry Reports. February 2016, 18 (2): 12. PMID 26781550. doi:10.1007/s11920-015-0657-y.
12. ↑  Rudgley, Richard. . New York: Free Press. 1998. ISBN 0-6848-5580-1.
13. ↑  .  (PDF). : 23  [26 June 2015]. （原始内容存档 (PDF)于2015-06-27）.
14. ↑  . Erowid.org.   [2011-10-30]. （原始内容存档于2019-12-15）.
15. ↑  UNODC. . United Nations Publication. : 198  [2010-07-19]. （原始内容存档于2010-07-12）.
16. ↑  ,   [2020-02-07], （原始内容存档于2021-02-07） （中文（中国大陆））
17. ↑  . ProCon.   [8 May 2015]. （原始内容存档于2017-05-07）.
18. ↑  Richard Rudgley. . 1999.
19. ↑  .  11. 1911  [2006-06-15]. （原始内容存档于2006-05-16）.
20. ↑  >https://www.drugabuse.gov/publications/research-reports/marijuana/how-does-marijuana-produce-its-effects （页面存档备份，存于）
21. ↑  . Drugs.com.   [2020-01-05]. （原始内容存档于2021-02-07） （英语）.
22. ↑  .   [2020-01-05]. （原始内容存档于2019-12-13）.
23. 1 2  .   [2020-02-28]. （原始内容存档于2021-10-26）.
24. ↑  . finance.sina.com.cn.   [2018-11-11]. （原始内容存档于2021-02-07）.
25. ↑  .   [2012-01-03]. （原始内容存档于2021-01-26）.
26. ↑  Riedel, G.; Davies, S.N. . Handb Exp Pharmacol. Handbook of Experimental Pharmacology. 2005, 168 (168): 445–77  [2010-12-15]. ISBN 3-540-22565-X. PMID 16596784. doi:10.1007/3-540-26573-2_15.[永久]
27. ↑  . Sciencedirect.com.   [2010-09-20]. （原始内容存档于2009-09-18）.
28. ↑  . Sciencedirect.com.   [2010-09-20]. （原始内容存档于2009-09-17）.
29. ↑  .   [2015-01-22]. （原始内容存档于2021-02-07）.
30. ↑  . Nature (magazine). 2005-04-04  [2006-06-20]. （原始内容存档于2021-02-07）.
31. ↑  . 2005-06-23  [2006-06-20]. （原始内容存档于2011-10-21）.
32. ↑  .   [2006-03-25]. （原始内容存档于2006-05-23）.
33. ↑  .   [2015-01-05]. （原始内容存档于2017-08-29）.
34. ↑  Kumar U. .
35. ↑  .   [2015-01-04]. （原始内容存档于2021-02-07）.
36. ↑  Devinsky O, Patel AD, Cross JH, et al. Effect of Cannabidiol on Drop Seizures in the Lennox-Gastaut Syndrome. N Engl J Med. 2018;378(20):1888-1897. doi:10.1056/NEJMoa1714631
37. 1 2  Franco V, Perucca E. Pharmacological and Therapeutic Properties of Cannabidiol for Epilepsy. Drugs. 2019;79(13):1435-1454. doi:10.1007/s40265-019-01171-4
38. ↑   （页面存档备份，存于） MSDS Data sheet for Delta9-Tetrahydrocannabinol
39. ↑  .   [2017-04-30]. （原始内容存档于2021-02-07）.
40. ↑  費力、沒濾嘴 吸菸比吸大麻傷肺 （页面存档备份，存于）、抽大麻菸和肺癌無關 （页面存档备份，存于）、抽大麻、香菸會增加COPD風險 （页面存档备份，存于）
41. ↑  Nutt D, King LA, Saulsbury W, Blakemore C. . Lancet. March 2007, 369 (9566): 1047–53. PMID 17382831. doi:10.1016/s0140-6736(07)60464-4.
42. ↑  . www.ntdtv.com. 2018-10-20  [2020-02-07]. （原始内容存档于2021-02-07） （中文（中国大陆））.
43. ↑  .   [2014-09-17]. （原始内容存档于2021-02-07）.
44. ↑  膽固醇快降下！尼古丁傷血管 想保命 戒菸吧  （页面存档备份，存于）洛州大警告 青少年抽菸傷腦 （页面存档备份，存于）
45. ↑  .   [2014-07-30]. （原始内容存档于2021-08-09）.
46. ↑  .   [2014-08-22]. （原始内容存档于2014-11-17）.
47. ↑  .   [2012-12-20]. （原始内容存档于2013-08-12）.
48. ↑  . CNN. 2014-10-31  [2015-03-19]. （原始内容存档于2020-05-23）.
49. ↑  . Pew Research Center. 2014-11-04  [2015-03-19]. （原始内容存档于2015-04-14）.
50. ↑  . TIME. 2013-12-03  [2015-03-19]. （原始内容存档于2021-02-07）.
51. ↑  . New York Times. 2006-10-24  [2015-03-19]. （原始内容存档于2021-02-07）.
52. ↑  . CBS News. 2008-02-17  [2015-03-19]. （原始内容存档于2021-02-07）.
53. ↑  . The Telegraph. 2014-01-19  [2015-03-19]. （原始内容存档于2021-02-07）.
54. ↑  . USA Today. 2014-01-20  [2015-03-19]. （原始内容存档于2021-02-07）.
55. ↑  .   [2006-03-25]. （原始内容存档于2015-06-07）.
56. ↑  . NORML.   [2010-01-02]. （原始内容存档于2010-01-06）.
57. ↑  . Fda.gov.   [2010-09-20]. （原始内容存档于2017-02-06）.
58. ↑  國家地理雜誌 毒品大企業: 大麻脂
59. ↑  . 中国新闻网. 2013-12-26  [2014-01-02]. （原始内容存档于2021-02-07） （中文（中国大陆））.
60. ↑  .   [2015-01-04]. （原始内容存档于2021-02-07）.
61. ↑  .   [2017-10-26]. （原始内容存档于2020-04-19）.
62. ↑  朱施. .   [2019-02-13]. （原始内容存档于2021-02-07）.
63. ↑  Metropolitan Police Department （页面存档备份，存于） DC
64. ↑  . CNN. 2018-01-04  [2018-01-08]. （原始内容存档于2021-02-20）.
65. ↑  Toleration policy regarding soft drugs and coffee shops （页面存档备份，存于） Government of the Netherlands
66. ↑  DUTCH MUNICIPALITIES RUSHING TO JOIN REGULATED CANNABIS EXPERIMENT NLTimes
67. ↑  .   [2020-02-21]. （原始内容存档于2020-02-21）.
68. ↑  .   [2018-10-18]. （原始内容存档于2021-02-07）.
69. ↑  最高人民法院. . 最高人民法院网.   [2018-04-10]. （原始内容存档于2021-02-07）.
70. ↑  国家食品药品监督管理局、中华人民共和公安部、中华人民共和国卫生部. . 中国广播网. 2007-10-11  [2015-06-01]. （原始内容存档于2020-12-24）.
71. ↑  . 中国政府网. 2009-07-21  [2024-06-30]. （原始内容存档于2020-11-27）.
72. ↑  .   [2019-10-21]. （原始内容存档于2021-02-07）.
73. ↑  . www.mps.gov.cn.   [2024-08-05].
74. ↑  .   [2017-10-22]. （原始内容存档于2020-12-24）.
75. ↑  .   [2021-06-18]. （原始内容存档于2021-06-24）.
76. ↑  藥用植物圖鑑
77. ↑  改變歷史的50種植物
78. ↑  邪惡植物博覽會(Amy Stewart，p140、p208)

## 外部連結
- 大麻, Dama（页面存档备份，存于） 藥用植物圖像數據庫 (香港浸會大學中醫藥學院) （繁體中文）（英文）

數位典藏與數位學習聯合目錄 （页面存档备份，存于）
Cannabaceae-台灣植物資訊整合查詢系統 （页面存档备份，存于）
科學月刊 （页面存档备份，存于）
刑事警察局
大紀元新聞網 （页面存档备份，存于）
Engoo 線上英文
全國法規資料庫 （页面存档备份，存于）
法律諮詢通 （页面存档备份，存于）
Medium